# Liberty (rakieta)
Liberty – rakieta nośna zaprojektowana i budowana przez Alliant Techsystems (ATK) i EADS Astrium z myślą o programie CCP realizowanym przez NASA, jednak w dotychczasowych etapach programu nie była finansowana przez agencję.

## Konstrukcja
Liberty stanowi kombinację rozwiązań zastosowanych w programie promów kosmicznych STS (rakiety pomocnicze SRB) oraz w rakietach Ariane 5 ECA i Ares I. W drugim stopniu Ares I wykorzystywał silnik J-2X, zaś Liberty ma wykorzystać silnik Vulcain 2. Budowana jest w celu zapełnienia luki w kwestii załogowej rakiety nośnej po zamknięciu programu Constellation i projektu rakiety Ares I.
Głównym zadaniem rakiety Liberty będzie dostarczanie pojazdów zaopatrzeniowych i załogowych na Międzynarodową Stację Kosmiczną, jednak będzie mogła również wynosić satelity na orbitę geostacjonarną. W 2012 r. ATK ogłosił, że pracuje również nad własną kapsułą załogową, zwaną na razie Composite Crew Module (CCM).
Liberty prawdopodobnie będzie korzystać z kompleksu startowego nr 39 w KSC, który był wykorzystywany przez promy kosmiczne, a miał być przeznaczony pod rakietę Ares I.